# Pärlan (film)
Pärlan är en mexikansk-amerikansk film från 1947 i regi av Emilio Fernández. Filmen bygger på John Steinbecks roman Pärlan.

## Rollista (urval)
- Pedro Armendáriz - Quino
- María Elena Marqués - Juana
- Fernando Wagner - Dealer 1
- Gilberto González - Aid 1
- Charles Rooner - Doctor
- Juan García - Aid 2
- Alfonso Bedoya - Godfather
- Raúl Lechuga - Dealer 2
- Max Langler - Peasant
- Richard Anderson